# Puerto de Itajaí
El puerto de Itajaí (en portugués: Porto de Itajaí) es uno de los puertos principales  de Brasil y de América Latina. Se encuentra localizado en la ciudad de Itajaí, en el estado de Santa Catarina. El sistema de acceso terrestre al puerto está conformado por la BR-470, BR-101 Y BR-486. En el manejo de contenedores, es el segundo puerto más grande de Brasil; lidera el ranking entre los exportadores de productos congelados.
Es el principal puerto de la región, siendo el segundo más grande del país en manejo de contenedores, actuando como puerto de exportación, drenando casi toda la producción del Estado. En los últimos años, los principales bienes manejados por el Puerto de Itajaí fueron: madera y derivados; pollos congelados (mayor puerto de exportación de Brasil); cerámico; papel kraft; máquinas y accesorios; tabaco; vehículos, textiles; azúcar y carne congelada. En las importaciones, los principales productos son maquinaria, motores y equipos.
Es administrado por la Superintendencia del Puerto de Itajaí, la autoridad municipal de la Prefectura de Itajaí. Su área de influencia está formada por los estados de Santa Catarina, Rio Grande do Sul, Paraná, Mato Grosso, Mato Grosso do Sul y São Paulo.
Se ubica en la margen derecha del río Itajaí-Açu, a unos 3,2 km de su desembocadura, en la costa norte del estado de Santa Catarina. Está frente al Puerto de Navegantes.

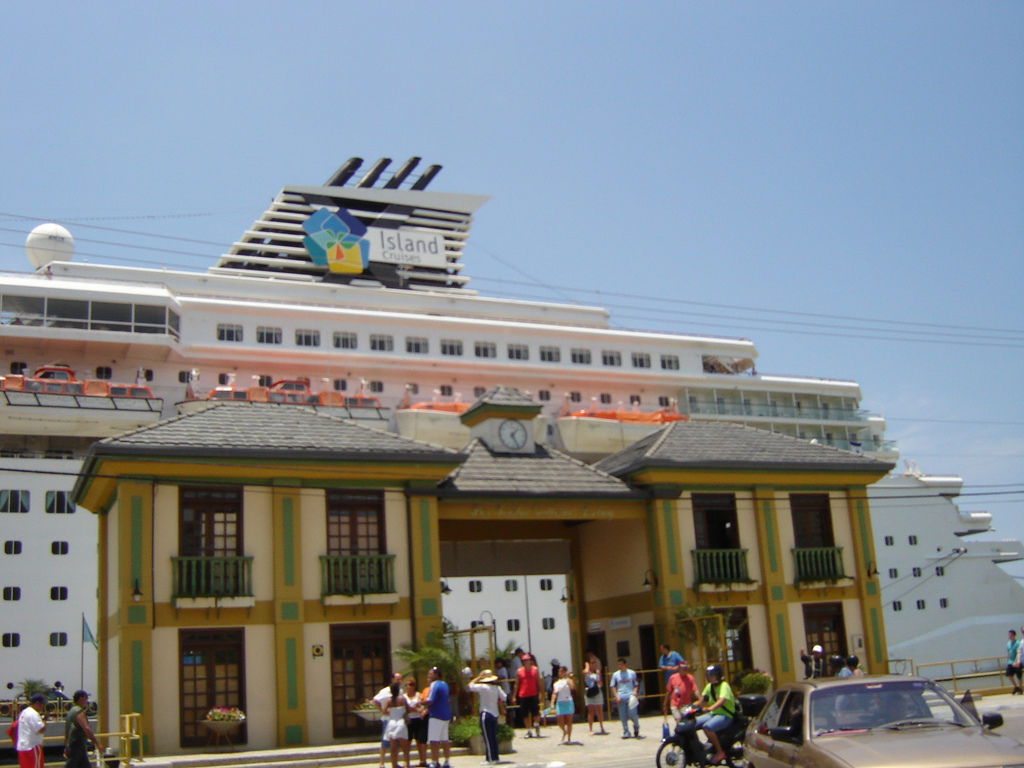
Muelle de Itajaí con crucero amarrado.

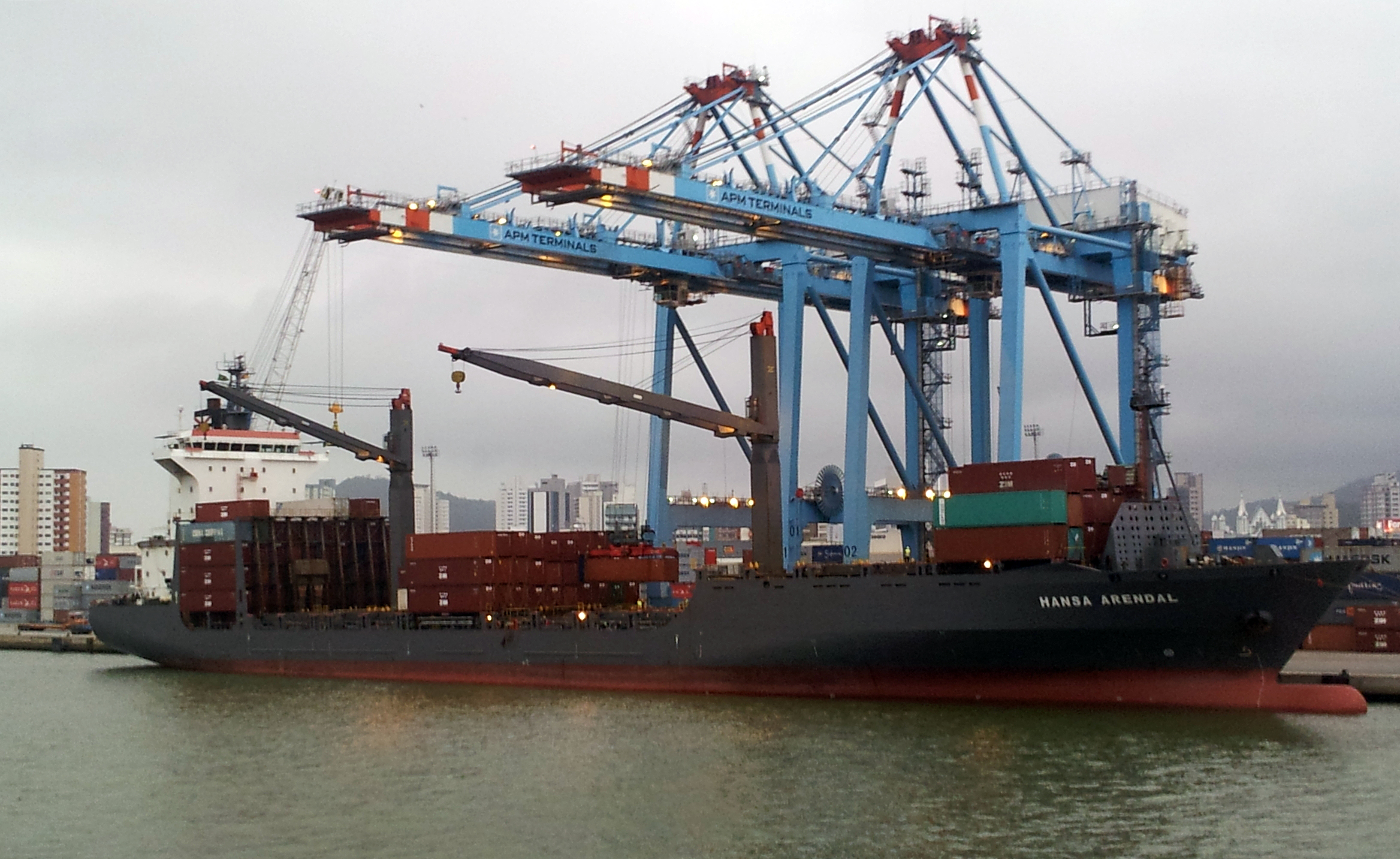
Buque de carga amarrado en el puerto.

## Historia
Desde mediados del siglo XIX, Itajaí contaba con almacenes para el movimiento de mercancías y, a partir de 1905, se desarrollaron estudios para definir nuevas instalaciones portuarias para la ubicación. El 17 de julio de 1912 se inició la construcción de un muelle en la parte sur de la desembocadura del río Itajaí-Açu y, el 14 de mayo de 1938, se inició la ejecución de un muelle de 233 m. Posteriormente, este muelle se amplió en 1950 y 1956, aumentando en 470m, y se construyeron cuatro almacenes de 1950 a 1964, uno de ellos para carga refrigerada.
Mediante Decreto nº 58.780, de 28 de junio de 1966, se constituyó la Junta de Administración del Puerto de Itajaí, que sustituyó a la "Inspección Fiscal de los Puertos de São Francisco do Sul e Itajaí", en la administración del Departamento Nacional de Puertos y Vías fluviales.
Con la constitución de la Empresa de Portos do Brasil S.A. (Portobrás), autorizada por la Ley N ° 6.222, de 10 de julio de 1975, se creó el organismo, vinculado a ella, la Administración del Puerto de Itajaí. Con la extinción de Portobrás en 1990, la administración del puerto fue transferida a la Companhia Docas do Estado de São Paulo (Codesp). A partir del 2 de junio de 1995, mediante un convenio de descentralización, el puerto pasó a ser administrado por el municipio de Itajaí. Posteriormente, mediante Acuerdo de Delegación del 1 de diciembre de 1997, que entró en vigencia el 1 de enero de 1998, se confirmó al municipio de Itajaí como autoridad para la exploración del puerto, a través de la Administradora Hidroviária Docas Catarinense (ADHOC). Finalmente, la Ley Municipal N ° 3.513 de 6 de junio de 2000, del Municipio de Itajaí, transformó el órgano en una autarquía municipal, con el nombre de Superintendencia del Puerto de Itajaí para administrar el referido puerto.